# Дзюбчук Олена Володимирівна
Оле́на Володи́мирівна Дзюбчу́к (* 1985) — українська спортивна гімнастка.

## Життєпис
Народилася 1985 року в місті Сімферополь. Займалася художньою гімнастикою в сімферопольському ДЮСШ «Динамо». Тренувалася у Любові Серебрянської, згодом — у Оксани Різатдінової. Вступила до школи Дерюгіних у Києві.
2001 року в складі збірної України виграла золоту медаль чемпіонату світу в Мадриді — командне багатоборство.
2002-го в складі української групи виграла золоті нагороди у вправах з 5 стрічками на чемпіонаті світу в Новому Орлеані.
У 2004 році виступала на Олімпійських іграх в складі української збірної. У груповому багатоборстві українська команда, яку також представляли Марія Біла, Юлія Чернова, Єлизавета Карабаш, Інга Кожокіна та Оксана Паслась, зайняла 9 місце у кваліфікації та не вийшла у фінал.